# Ignacio Zaragoza, Villa Corzo
Ignacio Zaragoza är en ort i Mexiko.   Den ligger i kommunen Villa Corzo och delstaten Chiapas, i den sydöstra delen av landet, 700 km sydost om huvudstaden Mexico City. Ignacio Zaragoza ligger 754 meter över havet och antalet invånare är 371.
Terrängen runt Ignacio Zaragoza är kuperad åt nordväst, men åt sydost är den bergig. Ignacio Zaragoza ligger nere i en dal. Runt Ignacio Zaragoza är det ganska glesbefolkat, med 24 invånare per kvadratkilometer. Närmaste större samhälle är San Pedro Buenavista, 18,4 km nordost om Ignacio Zaragoza. I omgivningarna runt Ignacio Zaragoza växer huvudsakligen savannskog.